# BetBoom
«BetBoom» — российская букмекерская компания, основаная в 2011 году. Штаб-квартира находится в Москве. Насчитывает более 100 пунктов приёма ставок (ППС) в Москве и более 300 пунктов приёма ставок по всей России в более чем 110 городах.
В 2024 году заняла 4 место в Национальном рейтинге букмекеров.
Является генеральным партнёром киберспортивной организации BetBoom Team, турнирного оператора и студии освещения FISSURE, серии киберспортивных турниров BetBoom Dacha, киберспортивной организации Team Spirit, ФК «Динамо» и ФК «Локомотив».

## История
В 2011 году была основана компания BingoBoom, которая специализировалась на лотерейных билетах.
В 2012 году BingoBoom открыла букмекерское направление. Принимать ставки через ППС компания начала в 2016 году, а в 2017 году стали возможны онлайн-ставки, в том числе на спортивные события. В этом же году компания начал приём ставок через «Единый ЦУПИС».
Летом 2020 года BingoBoom начала ребрендинг своих оффлайн клубов под новым названием BetBoom. В этом же году был запущен благотворительный проект «Доступный спорт с детства», в рамках которого компания начала помогать обеспечить спортивным инвентарём школы в разных регионах России. К 2023 году в рамках проекта помощь была оказана более 30 школам.
В июне 2021 года компания стала первым в России букмекером-титульным спонсором стадиона — cтадион «Нефтяник» в Уфе получил название «BetBoom Арена».
В 2022 году компания основала киберспортивную команду BetBoom Team. Сначала команда имела подразделение только по Dota 2, а впоследствии к нему добавились Counter-Strike 2, Mobile Legends: Bang Bang и PUBG.
В апреле 2024 года BetBoom и Ассоциация теннисистов-профессионалов (АТР) объявили о сотрудничестве, в рамках которого букмекер стал официальным партнером трансляций АТР. Для показа трансляций был запущен портал BetBoom Tennis.

## Игровой процесс
Ставки принимаются лично в ППС и онлайн по интернету на сайте букмекера и в мобильных приложениях. Для онлайн ставок требуется предъявление оригинала паспорта в ППС или указание паспортных данных. Ставки принимаются на более чем 30 видов спорта, а также 12 киберспортивных направлений. Поддерживаемые виды ставок: прематч (до начала события), лайв (во время игры) и экспресс (комбинированная ставка из минимум двух одиночных ставок в разных матчах).
Букмекерская контора самостоятельно определяет событие, от которого зависит исход пари и которое может наступить или не наступить исключительно на официальные спортивные соревнования.
При сумме выигрыша менее 15 000 рублей подоходный налог самостоятельно уплачивает участник азартной игры, при более крупной сумме налог с выигрыша удерживает букмекерская контора и перечисляет в соответствующий бюджет.

## Спонсорство
- С апреля 2022 года — спонсор медиафутбольного клуба Broke Boys[19].

- С марта 2023 года — спонсор ФК «Динамо». Контракт заключён до 2026 года[20][21].

- С сентября 2023 года — генеральный партнёр Российской федерации серфинга[22].

- С октября 2023 года — титульный спонсор Континентальной Лиги Боулинга[23].

- С января 2024 года — партнёр Российской федерации прыжков в воду[24].

- В апреле 2024 года компания заключила соглашение о сотрудничестве с киберспортивной организацией Team Spirit[25].

- С июля 2024 года — премиальный спонсор ФК «Локомотив». Контракт заключён до 2028 года[26].

- С июля 2024 года — официальный партнёр UFC в Евразии[27].

- C 1 октября 2024 года — официальный партнёр национальных сборных команд России. Контракт с Российским футбольным союзом был подписан весной 2024 года[28].
- С 30 марта 2025 года — спонсор телеигры «Что? Где? Когда?»[29].

- Партнер медиатурнира «Московский кубок селебрити».

## Деятельность
Компания занимается приёмом денежных средств на различные результаты спортивных событий с заранее оговорёнными коэффициентами, которые определяются вероятностями, а также выплатой выигрышей. Деятельность по организации и проведению азартных игр в букмекерских конторах подлежит лицензированию в соответствии с действующим законодательством Российской Федерации.
Организатор азартных игр в букмекерской конторе, заключающий пари на спортивные соревнования, обязан осуществлять целевые отчисления от азартных игр, направляемые на финансирование мероприятий по развитию профессионального спорта.
Компания насчитывает более 100 пунктов приёма ставок в Москве и более 300 пунктов приёма ставок по всей России в более чем 110 городах.

### Показатели деятельности
По данным РБК за 2023 год, BetBoom заняла 3 место среди букмекеров по росту прибыли и выручки. Чистая прибыль букмекера составила 2,97 млрд рублей, что в 3 раза больше, чем в 2022 году. Выручка увеличилась вдвое и составила 135,2 млрд рублей. Сумма выплаченных выигрышей составила 107,5 млрд рублей, что в 2,2 раза больше, чем в 2022 году. Целевые отчисления, которые выплатила компания, выросли в 2,3 раза — до 2,01 млрд рублей. Расходы на рекламу выросли почти втрое и составили 3,8 млрд руб.

## Награды и премии
- 2020 — победитель Международной Премии «Рейтинга Букмекеров» в номинации «Лучший флагманский клуб»[32].

- 2021 — победитель Международной Премии «Рейтинга Букмекеров» в номинациях «Лучший флагманский клуб» и «Ребрендинг года»[33].

- 2021 — лауреат премии «Лучшее букмекерское мобильное приложение-2021» AdIndex Awards 2021[34].

- 2022 — победитель Международной Премии «Рейтинга Букмекеров» в номинации «Лучший киберспортивный букмекер»[35].

- 2024 — победитель Международной Премии «Рейтинга Букмекеров» в номинациях «Лучший флагманский клуб»[36], «Лучшая пресс-служба»[37] и «Лучший киберспортивный букмекер»[38].